# Толстова, Анна Афанасьевна
А́нна Афана́сьевна Толсто́ва (7 апреля 1913, Нежнур, Козьмодемьянский уезд, Казанская губерния, Российская империя — 8 сентября 1978, Волжск, Марийская АССР, РСФСР, СССР) — советский государственный и хозяйственный деятель. Депутат Верховного Совета СССР 1-го созыва (1937—1946). Член ВКП(б).

## Биография
Родилась 7 апреля 1913 года в селе Нежнур ныне Килемарского района Марий Эл в крестьянской семье.
В 1935 году приехала на Марбумстрой из колхоза «Красный волгарь» ныне Килемарского района. В п. Лопатино (ныне – г. Волжск) получила начальное образование, в 1937 году окончила курсы повышения квалификации в Архангельске. С 1936 года – бригадир женской стахановской бригады камнедробилки.
В 1936 году избиралась делегатом 11-го чрезвычайного съезда МАО (1936).
В 1937—1946 годах избиралась депутатом Верховного Совета СССР 1-го созыва. 
Награждена медалями.
Ушла из жизни 8 сентября 1978 года в Волжске.

## Трудовые награды
- Медаль «За доблестный труд в Великой Отечественной войне 1941—1945 гг.» (1946)
- Медаль «За доблестный труд. В ознаменование 100-летия со дня рождения Владимира Ильича Ленина» (1970)